# 関東矯正管区
関東矯正管区（かんとうきょうせいかんく）は、埼玉県さいたま市中央区にある法務省矯正局が所管している日本に8つある矯正管区の1つ。 2025年4月1日までは東京矯正管区という名称が使用されていた。
茨城・栃木・群馬・埼玉・千葉・東京・神奈川・新潟・山梨・長野・静岡の各都県にある刑事施設・少年施設の監督

## 内部組織
- 管区長
  - 第一部
    - 総務課
    - 職員課
    - 矯正医事課
    - 管区調査官
    - 更生支援企画課

  - 第二部
    - 成人矯正第一課
    - 成人矯正第二課
    - 成人矯正調整官

  - 第三部
    - 少年矯正第一課
    - 少年矯正第二課
    - 少年矯正調整官

  - 首席管区監査官
    - 管区監査官

  - 矯正就労支援情報センター室

## 所在地
さいたま市中央区新都心2番地1 さいたま新都心合同庁舎2号館13階

## 所管施設一覧

### 刑事施設（刑務所・拘置所）

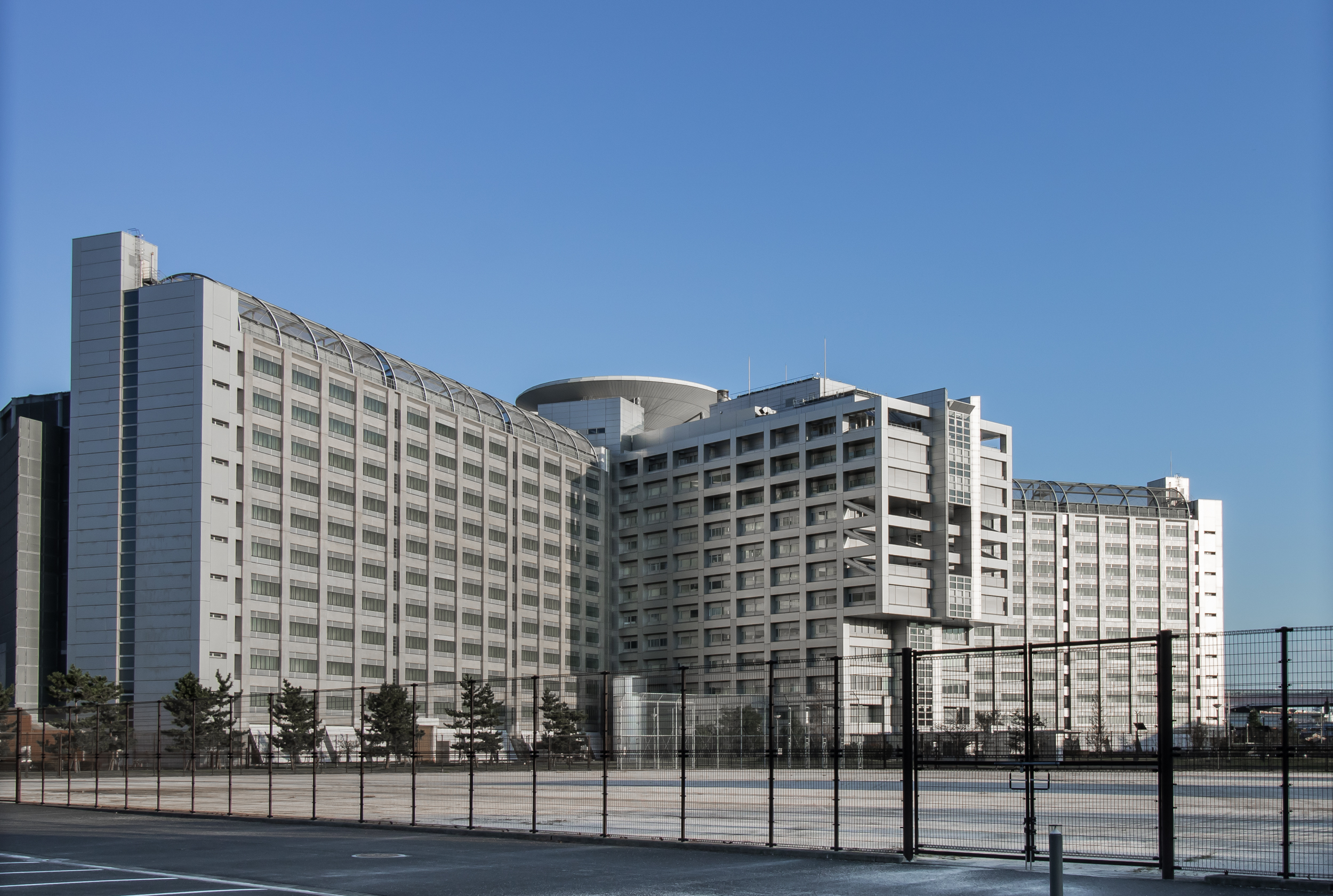
東京拘置所

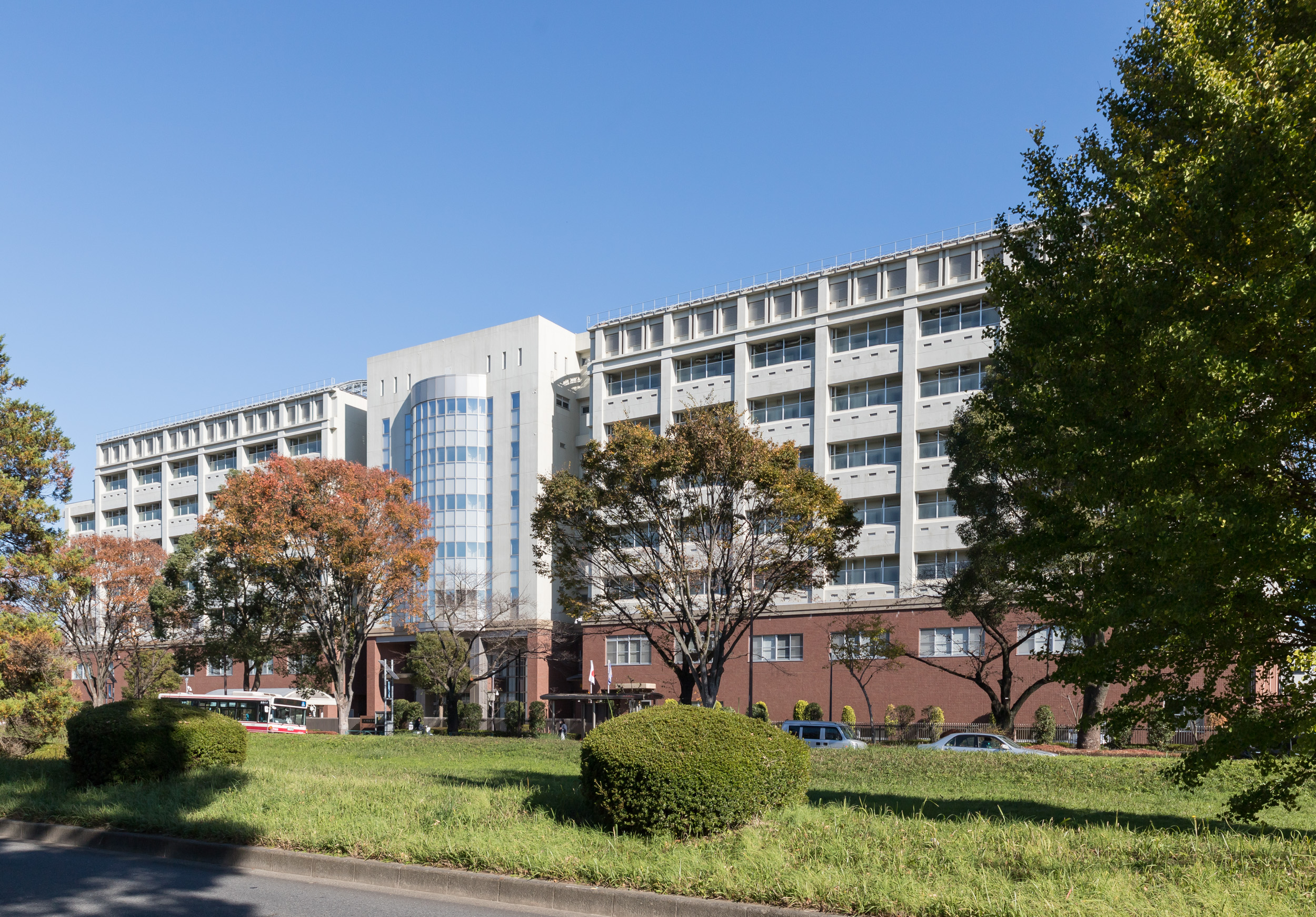
立川拘置所

- 水戸刑務所
- 栃木刑務所
- 喜連川社会復帰促進センター
- 前橋刑務所
- 千葉刑務所
- 市原刑務所
- 府中刑務所
- 東日本成人矯正医療センター
- 横浜刑務所
- 新潟刑務所
- 甲府刑務所
- 長野刑務所
- 静岡刑務所
- 川越少年刑務所
- 市原青年矯正センター
- 松本少年刑務所
- 東京拘置所
- 立川拘置所

### 少年施設（少年院・少年鑑別所）

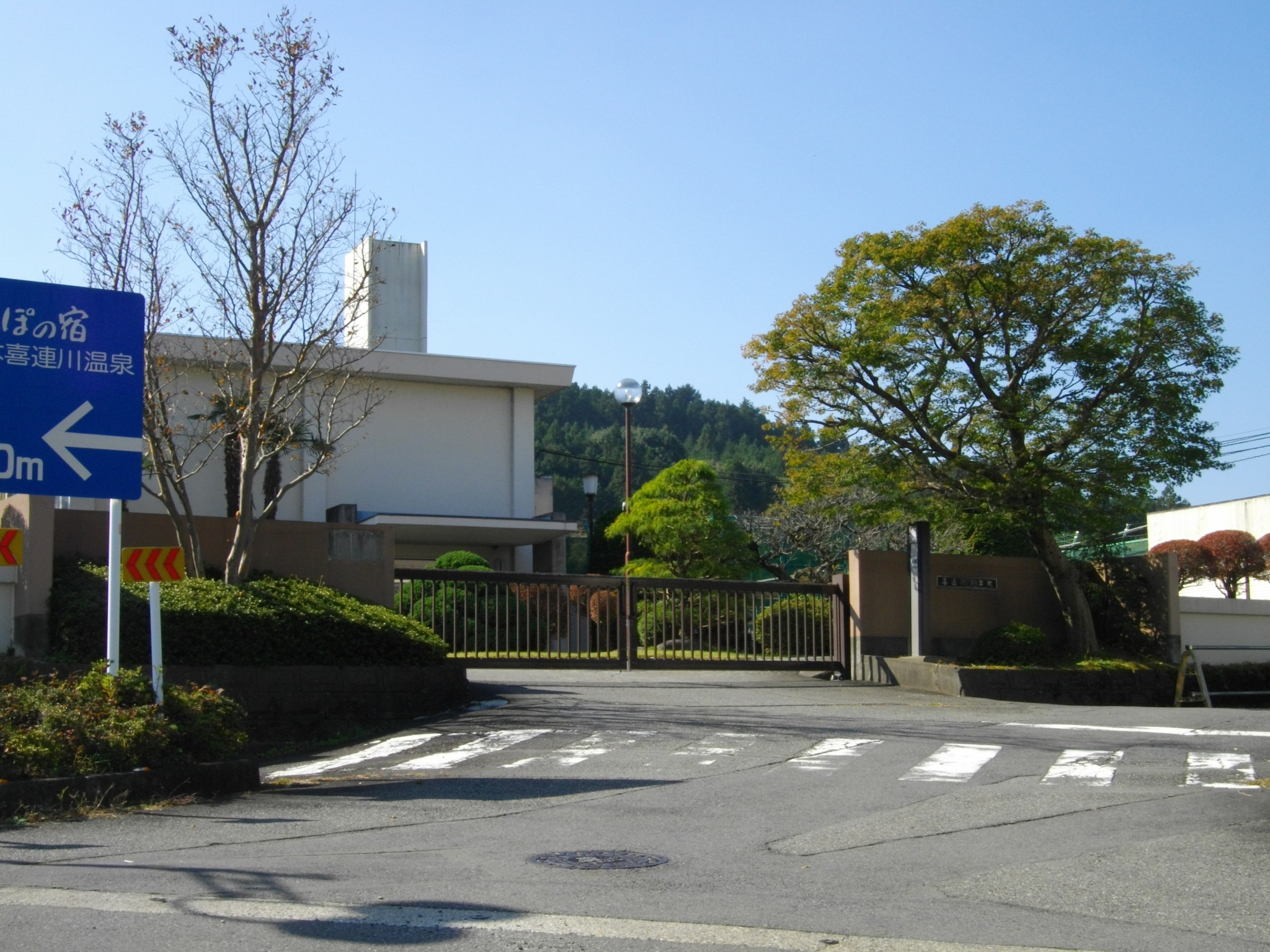
喜連川少年院

- 茨城農芸学院
- 水府学院
- 喜連川少年院
- 赤城少年院
- 榛名女子学園（女子少年院）
- 八街少年院
- 多摩少年院（矯正局キャリアの通過点である）
- 愛光女子学園
- 久里浜少年院
- 新潟少年学院
- 有明高原寮
- 駿府学園（男子少年院）
- 東日本少年矯正医療・教育センター
- 水戸少年鑑別所
- 宇都宮少年鑑別所
- 前橋少年鑑別所
- さいたま少年鑑別所
- 千葉少年鑑別所
- 東京少年鑑別所（俗称：ネリ鑑）
- 東京西法務少年支援センター
- 横浜少年鑑別所
- 新潟少年鑑別所
- 甲府少年鑑別所
- 長野少年鑑別所
- 静岡少年鑑別所